# Winthemia alabamae
Winthemia alabamae är en tvåvingeart som först beskrevs av Townsend 1940.  Winthemia alabamae ingår i släktet Winthemia och familjen parasitflugor. Inga underarter finns listade i Catalogue of Life.